# Salinas & Rocha
Salinas y Rocha (acrónimo: S&R) fue una cadena de tiendas departamentales mexicanas fundada en 1906, que vendía electrodomésticos principalmente, propiedad de Grupo Salinas.

## Historia y acontecimientos
La historia de la cadena Salinas y Rocha se remonta a 1906, cuando Benjamín Ricardo Salinas Westrup, un joven empresario regiomontano de 22 años, y su cuñado Joel Rocha decidieron crear la sociedad Benjamín Salinas y Compañía, fabricando camas de latón y hierro y muebles de madera. Debido a la Revolución Mexicana la fábrica tuvo que cerrar pero en la década de 1920 la empresa resurgió. En el centro de Monterrey, sobre la calle Padre Mier casi esquina con Zaragoza, abren la primera tienda Salinas & Rocha. La estrategia era vender mucho, en pequeñas cuotas, con pequeñas ganancias. Unos años más tarde, la firma inició su primer plan de expansión con la fabricación de colchones, y tiempo después implementó una nueva fórmula en el país: la venta a crédito: permitiendo a los clientes pagar la mercancía a plazos. Salinas & Rocha, por lo que posteriormente la cadena de tiendas Elektra surgió principalmente de ella, se destacan sobre todo por sus facilidades de pago, permitiendo así a las clases trabajadoras y media-baja de México adquirir electrodomésticos.  
En 1943, ya en manos de Hugo Salinas Rocha, hijo de Benjamín Salinas y abuelo de Ricardo Salinas Pliego, la firma incursiona en el negocio de tiendas departamentales, abriendo una tienda en Monterrey, Nuevo León; El éxito fue tal que a los dos años ya había una segunda tienda, ésta en la Ciudad de México. Para alguien con la agresividad que demostraba Salinas Rocha a la hora de hacer negocios, no hacía falta mayores indicios para saber que el momento era propicio para iniciar otros negocios, por lo que en 1950 inició una nueva empresa, a la que llamó Elektra.
La flamante empresa, que con el paso de los años se convertiría en el emblema de los negocios de Salinas, demostró que dentro de la empresa las cosas no iban tan bien. La creación de Elektra hizo mella en la alianza entre los Salinas y los Rochas; En 1961, Hugo Salinas abandonó la empresa mixta para dedicarse a tiempo completo a Elektra –que se decía eclipsaba a Salinas & Rocha–, aunque siguió siendo accionista.
Aunque por caminos separados, ambas cadenas se mantuvieron firmes en su decisión de continuar con el mismo formato de tienda, por lo que durante décadas, Salinas & Rocha y Elektra pasaron de ser, literalmente, familia, a ser competidoras.
En 1996 el Grupo El Puerto de Liverpool adquirió Salinas & Rocha.
Por lo que posteriormente, Salinas & Rocha fue adquirida por Grupo Salinas en 1999 y en gran medida se incorporó a la cadena Elektra al mismo año, aunque todavía existe como una marca de producto vendida en las tiendas Elektra y en línea.